# Yair Qedar
Yair Qedar (Hebreeuws: יאיר קדר) (Afula, 13 juni 1969) is een Israëlische filmmaker, burgerrechtenactivist en voormalig journalist.
Zijn academische opleiding in 20e-eeuwse Hebreeuwse literatuur aan de Universiteit van Tel Aviv bracht hem op het idee te starten met HaIvrim (הָעִבְרִים; 'De Hebreeën'), een project waarbij Qedar documentaires maakt over schrijvers die deel uitmaken van de Hebreeuwse literaire canon. Het zijn filmische portretten die vaak het tragische levensverhaal vertellen van de schrijvers. Hierbij worden interviews (met nabestaanden, wetenschappers en andere experts) afgewisseld met oude film- en geluidsfragmenten en hedendaagse animatie. Ook worden er - als het ware als soundtrack - gedichten van de desbetreffende schrijvers door hedendaagse Israëlische artiesten op muziek gezet.
Alle documentaires gingen in première op filmfestivals, werden uitgezonden op de Israëlische televisie en werden wereldwijd vertoond in bioscopen en universiteiten. Qedar won er in totaal 14 prijzen mee.
Naast zijn werk als documentairemaker zet Qedar zich ook in voor de LGBT-gemeenschap. Zo richtte hij de allereerste Israëlische homokrant HaZman HaVarod (הזמן הוורוד; 'De roze tijd') op en maakte hij de documentaire Gay Days waarin de zogenaamde 'roze revolutie' van Israël wordt weergegeven.
In april 2023 verscheen de documentaire Spinoza: 6 Reasons for the Excommunication of the Philosopher over de Nederlandse filosoof Benedictus de Spinoza. De documentaire werd deels in Nederland opgenomen. Onder meer de Nederlands-Joodse schrijfster Ronit Palache komt aan het woord en Harmen Snel, de archivaris en genealoog die veelvuldig in Verborgen verleden te zien was.
Qedar woont in Tel Aviv.

## Filmografie
- 2009: Gay Days, over het LGBT-verleden van Israël
- 2011: The 5 Houses of Lea Goldberg, over Leah Goldberg
- 2012: The Seven Tapes, over Yona Wallach
- 2014: Bialik, King of the Jews, over Chajiem Nachman Bialik
- 2015: The Awakener, over Yosef Haim Brenner
- 2015: Zelda, a Simple Woman, over Zelda Schneurson Mishkovsky
- 2015: A Song of Loves, over David Buzaglo
- 2015: Miss Bluwstein, over Rachel
- 2015: The Raven, over Ze'ev Jabotinski
- 2018: Yeshurun in 6 Chapters, over Avoth Yeshurun
- 2018: Black Honey, over Abraham Sutzkever
- 2018: Alone, over Miriam Yalan-Shteklis
- 2018: MORI, over Shalom Shabazi
- 2018: Vogel Lost Vogel, over David Vogel
- 2019: Levantine, over Jacqueline Kahanoff
- 2021: The Last Chapter, over Abraham Yehoshua
- 2021: The Fourth Window, over Amos Oz
- 2023: Spinoza: 6 Reasons for the Excommunication of the Philosopher, over Benedictus de Spinoza
- 2023: The Activist, over Karl Marx